# Lončari (gmina Teslić)
Lončari (cyr. Лончари) – wieś w Bośni i Hercegowinie, w Republice Serbskiej, w gminie Teslić. W 2013 roku liczyła 16 mieszkańców.